# Team KM Bottecchia
Il Bottecchia Factory Team è una squadra italiana di mountain biking maschile nata dalle ceneri del Team KM Sport grazie ai fratelli Alessio e Davide Finetto.

## Storia
Nel 2011 prende piede il progetto agonistico iniziato l'anno prima con 2 atleti juniores. La squadra era composta da 7 atleti capitanata da Davide Finetto.
Nel 2012 la squadra compie il definitivo salto di qualità cambiando denominazione in KM Bottecchia Pro Team grazie alla partnership con Bottecchia Cicli, azienda italiana specializzata nella produzione di biciclette, e l'entrata in squadra di Mauro Finetto, professionista su strada l'anno precedente con la Liquigas Cannondale, ed il trentino Efrem Bonelli.
Nel 2013 la squadra assume la nuova denominazione di 'Team KM Bottecchia' contando tra le sue file 3 élite.
Nel 2014 Bottecchia diventa sponsor principale e la squadra entra tra gli "UCI-Team" con l'innesto del giovane Ligure Alberto Rossi e la nuova denominazione di 'Bottecchia Factory Team'.
Nel 2015 Bottecchia continua a supportare il Team con l'entrata in squadra di Marcello Pavarin, le conferme Efrem Bonelli e Kevin Filipozzi. Lasciano il Team Nicola Risatti, Davide Finetto e Alberto Rossi.
Nel 2016 entrano viene riconfermato per intero il team 2015 (Kevin Filipozzi, Marcello Pavarin ed Efrem Bonelli) con l'aggiunta di Gabriele Depaul (vincitore Elite-Sport Trentino MTB) e Rafael Visinelli. Davide Finetto rientra nel settore Gravity/Enduro.
Nel 2017 entrano nel team Stefano Dal Grande e Marco Ciccanti. Lascia il team Efrem Bonelli.

## Organico 2017

### Rosa
|  | Naz.              |  | Sportivo           | Anno |  |  |
|  | ----------------- |  | ------------------ | ---- |  |  |
|  | Italia (bandiera) |  | Marco Ciccanti     | 1992 |  |  |
|  | Italia (bandiera) |  | Stefano Dal Grande | 1992 |  |  |
|  | Italia (bandiera) |  | Rafael Visinelli   | 1985 |  |  |
|  | Italia (bandiera) |  | Marcello Pavarin   | 1986 |  |  |
|  | Italia (bandiera) |  | Marco Quagliardi   | 1973 |  |  |